# Surprisier
 (juillet 2019).
Albums de Dionysos
Vampire en pyjama
(2016) Time Machine Experience
(2021)
Singles
1. Une sirène à Paris
Sortie : 6 février 2019
2. Paris brille-t-il ?
Sortie : 5 juillet 2019
3. Le Chêne
Sortie : 18 octobre 2019

Surprisier est le neuvième album studio du groupe Dionysos sorti le 28 février 2020.
Comme ses prédécesseurs, il fait écho à un roman de Mathias Malzieu, à savoir ici Une sirène à Paris, éponyme à l'un des titres de l'album et paru le 6 février 2019 aux éditions Albin Michel. Le roman est lui-même adapté en film. Également intitulé Une sirène à Paris et réalisé par Mathias Malzieu, sa sortie en salles est prévue le 11 mars 2020.
Le 5 juillet 2019, un titre paraît (Paris brille-t-il ?) alors que le groupe entame une tournée de festivals à travers la France, annonçant la sortie prochaine de l'album.

## Chansons de l'album
Toutes les paroles sont écrites par Mathias Malzieu, toute la musique est composée par Stéphan Bertholio, Olivier Daviaud, Élisabeth Ferrer Oupinie, Mathias Malzieu, Michaël Ponton, Éric Serra-Tosio.
| No  | Titre                   | Durée |
| --- | ----------------------- | ----- |
| 1.  | Thème de Lula           | 0.21  |
| 2.  | Paris brille-t-il ?     | 2.58  |
| 3.  | Le Chêne                | 3.18  |
| 4.  | Panna Cotta Girl        | 2.38  |
| 5.  | Une sirène à Paris      | 3.18  |
| 6.  | Le Grand Sapin          | 3.26  |
| 7.  | Forever Forêt           | 2.40  |
| 8.  | All the Pretty Waves    | 2.59  |
| 9.  | Les Filles barbelées    | 3.10  |
| 10. | Flower Burger           | 2.43  |
| 11. | Thème de Lula Version 2 | 0.11  |
| 12. | Johnny Cat              | 2.39  |
| 13. | Voler en amour          | 2.25  |

## Musiciens
Musiciens ayant participé à l'enregistrement.

### Principaux musiciens
- Mathias Malzieu : chant, ukulélé, sifflet, guitare folk, harmonica
- Michaël Ponton : guitare électrique, claviers, banjo, timbales, chœurs
- Éric Serra-Tosio : batterie, maracas, chœurs
- Stéphan Bertholio : basse, tambourin, chœurs
- Élisabeth Ferrer Oupinie : violon, synthétiseur, clavier, chant, chœurs
- Olivier Daviaud : piano, chœurs, programmations symphoniques

### Musiciens additionnels
- Louise Desjardin : alto
- Émeline Concé, Élise de Bendelac : violon
- Sylvaine Hélary : flûtes
- Nicolas Ramez, Pierre Badol : cor
- Sylvain Bardiau, David Dupuis : trompette
- Rémi Foucard : thérémine